# فینال جام حذفی فوتبال ایران ۱۳۸۵
فینال جام حذفی فوتبال ایران ۱۳۸۵ نوزدهمین فینال جام حذفی ایران بود که بین دو تیم پرسپولیس و سپاهان برگزار شد و در نهایت به قهرمانی سپاهان ایران منجر شد. دور رفت این بازی که به صورت رفت و برگشت انجام شد در تهران و بازی برگشت در اصفهان برگزار شد.

## رفت

### گزارش بازی
دیدار رفت فینال جام حذفی پس از چندین ماه تأخیر بعدازظهر چهارشنبه۲۲ شهریور ۱۳۸۵ در ورزشگاه آزادی برگزار شد که در آن دو تیم پرسپولیس و سپاهان به تساوی یک بر یک دست یافتند. در نیمه نخست این بازی دو تیم با احتیاط کار را آغاز کردند، و هر دو تیم با استفاده از تک فرصت‌ها به دنبال بازکردن دروازه حریف بودند، در دقیقه ۴۲ نیمه هادی عقیلی بادامکی، مهاجم تیم پیروزی را در محوطه جریمه سرنگون کرد تا داور به سود پیروزی اعلام ضربه پنالتی کند. اما، ضربه مهرزاد معدنچی را آرمناک پطروسیان مهار کرد. داور بار دیگر دستور تکرار ضربه را داد که مهرزاد معدنچی توپ را به خارج از زمین زد، در شرایطی که نیمه اول رو به پایان بود، حرکت بادامکی از سمت چپ و پاس این بازیکن موجب شد تا نیکبخت واحدی در چهارمین دقیقه وقت‌های تلف شده دروازه سپاهان را باز کند.
در نیمه دوم، هر دو تیم تغییراتی را در ترکیب خود انجام دادند، پیروزی با آوردن ساها، بازی خود را برای حفظ نتیجه تدافعی‌تر کرد و سپاهان با به میدان آوردن عماد رضا به دنبال جبران نتیجه بود. در نهایت این تیم سپاهان بود که به هدف خود دست یافت و حمید شفیعی در دقیقه ۷۱ با ضربه استثنایی از پشت محوطه جریمه دروازه فرشید کریمی را باز کرد. در دقیقه ۸۰ عماد رضا بار دیگر روی پاس حمید شفیعی می‌توانست گل دوم را وارد دروازه پیروزی کند اما، این فرصت از دست رفت. دقایقی بعد عماد رضا روی اشتباه شیث رضایی صاحب فرصت گلزنی شد که کریمی توپ را برگشت داد. در دقیقه ۹۰ ضربه نوری با اختلاف اندکی از کنار دروازه پیروزی به بیرون از زمین رفت. در شرایطی که در دقایق پایانی سپاهان برتری خود را به میزبان تهرانی تحمیل کرد، اما نتوانست نتیجه را تغییر دهد تا این دیدار با تساوی یک بر یک پایان یافت.

### حواشی بازی رفت
- افشین پیروانی و احمدرضا عابدزاده، دو کاپیتان سال‌های گذشته پیروزی از نزدیک بازی را تماشا کردند. هر چند که پیروانی به عنوان دستیار سرمربی تیم ملی در بازی حضور داشت.
- کامبیز دیرباز و سعید راد هم از جامعه هنری کشور برای تماشای بازی پیروزی و سپاهان به ورزشگاه آمده بودند.
- نزدیک به هفتاد و پنج هزار تماشاگر با پرچم‌های سرخ به ورزشگاه آزادی آمده بودند تا تیم‌شان را تشویق کنند.
- هزاران نفر از تماشاگران سپاهانی از سراسر ایران هم با پوشیدن پیراهن‌های زرد، تیم سپاهان را تشویق می‌کردند.
- تا سی دقیقه پس از شروع بازی، تماشاگران به ورزشگاه می‌آمدند.
- حضور تعدادی از تماشاگران پرسپولیس در قسمت فوقانی جایگاه طرفداران سپاهان، باعث اعتراض تماشاگران اصفهانی شد. *برخلاف بوناچیچ که بیشتر از روی نیمکت کار شاگردانش را نظاره می‌کرد، مصطفی دنیزلی به همراه مترجمش بیشتر از کناره زمین بازی را دنبال می‌کرد.
- در حالی که در روزهای گذشته اخبار ضد و نقیضی دربارهٔ صدور ITC مهرداد اولادی شنیده می‌شد؛ اما، با نبودن اسم این بازیکن در میان بازیکنان ذخیره، مشخص شد که او مجوز بازی درپرسپولیس را دریافت نکرده؛ اما، مسوولان پرسپولیس موفق به دریافت رضایتنامه برای صلاح حسن شده‌اند.
- در نیمه اول تمام عکاسان به پشت دروازه سپاهان رفته بودند و تنها دو عکاس پشت دروازه پیروزی حاضر بودند.
- به دستور مصطفی دنیزلی بازیکنان ذخیره پیروزی، کنار نیمکت پرسپولیس شروع گرم کردن بدن‌های خود کردند.
- در اواخر نیمه‌نخست یکی از تماشاگران این دیدار، خود را به میانه میدان رساند که با دخالت مأموران، این فرد به بیرون از زمین هدایت شد.[۲]

## برگشت

### گزارش بازی
دیدار برگشت فینال جام حذفی میان تیم‌های پیروزی و سپاهان پس از ۱۲۰ دقیقه تلاش با نتیجه ۱ بر ۱ پایان یافت که در ضربات پنالتی تیم سپاهان با نتیجه ۴ بر ۲ و در مجموع این مسابقه ۵ بر ۳ حریف خود را شکست داد.
پیروزی در نیمه اول دیدار با سپاهان چندین بار توسط بازیکنان خود نظیر علیرضا واحدی نیکبخت، صلاح حسن و ابراهیم اسدی در موقعیت گلزنی قرار گرفت اما بی دقتی این بازیکنان در نواختن ضربات آخر سبب شد تا گلی وارد دروازه سپاهان نشود.
پیروزی در نیمه دوم این دیدار تلاش کرد تا نتیجه را تغییر دهد. مهرزاد معدنچی در دقیقه ۵۵ بازی با آرمناک تک به تک شد اما نبرد را به دروازه‌بان حریف واگذار کرد. اما یک دقیقه بعد روی یک کار گروهی و با شوت ابراهیم اسدی از حریف خود پیش افتادند. پس از این گل بازی شکل متعادلی به خود گرفت و توپ در میانه میدان به جریان درمی‌آمد. در دقیقه ۶۳ نوبت به سپاهانی‌ها رسید تا با یک کار گروهی خوب توسط حمید شفیعی که در بازی رفت هم به پیروزی گل زده بود، به گل تساوی برسند.
سپاهان در اواسط نیمه دوم با فراخواندن اسطوره محرم نویدکیا، نبض میدان را در دست گرفت و این در حالی بود که مصطفی دنیزلی، ابراهیم اسدی بازیکن میاندار تیم پیروزی را از زمین خارج کرد. لوکا بوناچیچ در ادامه محمود کریمی را جایگزین حمید شفیعی کرد تا با استفاده از سرعت این بازیکن، دروازه پیروزی را باز کند. پیروزی هم احسان خرسندی را به جای صلاح حسن به زمین فراخواند.
در دقایق ۸۴ و ۸۵ این دیدار دو بار بازیکنان پیروزی و سپاهان در موقعیت گلزنی قرار گرفتند که توپی از خط دروازه‌ها عبور نکرد تا بازی به وقت اضافه کشیده شود.
در ۳۰ دقیقه وقت اضافه این دیدار بازیکنان دو تیم به علت خستگی مفرط ساق‌ها و بالا رفتن ضریب اشتباهات، نتوانستند به‌طور جدی موقعیت خطرناکی بر روی دروازه یکدیگر خلق کنند. حضور ساها در پنج دقیقه پایانی این دیدار به جای نوری، تأثیری در روند بازی پیروزی نداشت.
این در حالی است که بازیکنان دو تیم به ویژه پیروزی تا پایان ۱۲۰ دقیقه وقت بازی خطاهای بسیاری را بر روی بازیکنان حریف مرتکب شدند که حاصل آن چهار کارت زرد (نیکبخت، خرسندی، بادامکی و نوری) برای این تیم بود. از تیم سپاهان هم فقط ابوالهیل از مسعود مرادی داور این دیدار کارت زرد دریافت کرد.
در ضربات پنالتی تیم سپاهان موفق شد با حساب چهار بر دو مقابل پیروزی به برتری برسد. برای سپاهان عقیلی، نویدکیا، عبدالوهاب ابوالهیل و عماد رضا گلزنی کردند و فقط توپ اکبری وارد دروازه پیروزی نشد. برای پیروزی هم باقری و حاجی‌زاده گلزنی کردند و توپ رضایی و نیکبخت وارد دروازه نشد. تا در نهایت سپاهان در مجموع با نتیجه پنج بر سه برنده این دیدار شود و برای دومین بار در تاریخ جام حذفی جام قهرمانی را بالای سر برد.

### حواشی بازی برگشت
- برخورد یگان ویژه نیروی انتظامی با چند تن از خبرنگاران ورزشی برای چندمین بار متوالی تکرار شد؛ به طوری که این خبرنگاران تا دقیقه ۵۵ بازی، بیرون ورزشگاه معطل ماندند. چهار تن از خبرنگاران خانم نیز از جایگاه خبرنگاران این بازی را پوشش خبری می‌دادند.
- کیومرث هاشمی سرپرست موقت فدراسیون فوتبال و امیر قلعه‌نویی سرمربی تیم ملی این بازی را از نزدیک تماشا کردند.[۵]
- تماشاگران سپاهانی بیش از دو سوم ورزشگاه نقش جهان را به خود اختصاص دادند و تماشاگران پیروزی در ضلع جنوب غربی ورزشگاه مستقر شدند.
- پس از قهرمانی سپاهان بازیکنان این تیم با به دست گرفتن پرچم تیم فوتبال سپاهان در ورزشگاه دور افتخار زدند تا خود را برای مراسم اهداء جوایز آماده کنند.
- بازیکنان پیروزی پس از پایان بازی درحالی که به شدت ناراحت بودند راهی رختکن شدند.
- برخلاف دوره‌های گذشته برنامه‌ریزی خوبی برای مراسم توزیع جوایز انجام شده بود و سکوی ویژه‌ای به این امراختصاص یافته بود.
- محمد علی‌آبادی معاون رئیس‌جمهور و رئیس سازمان تربیت بدنی جام قهرمانی را به بازیکنان تیم سپاهان اهداء کرد.
- جام قهرمانی بطور مشترک به جلال اکبری و محرم نویدکیا کاپیتان‌های اول و دوم سپاهان اهداء شد.
- در مراسم اهداء جام قهرمانی کیومرث هاشمی سرپرست موقت فدراسیون فوتبال، استاندار، شهردار، مدیرعامل مجتمع فولاد مبارکه، نمایندگان اصفهان در مجلس شورای اسلامی و جمعی از مسئولان ورزش اصفهان حضور داشتند.
- پس از مراسم اهداء جوایزمراسم نور افشانی در ورزشگاه نقش جهان اصفهان برپا شد.
- بازیکنان تیم فوتبال سپاهان پس از کسب عنوان قهرمانی جام حذفی در زمین چمن ورزشگاه سجده شکر به جای آوردند.
- جشن و پایکوبی هواداران تیم فوتبال سپاهان تا کیلومترها بیرون از ورزشگاه نقش جهان و داخل شهر اصفهان نیز ادامه داشت.
- طرفداران تیم فوتبال سپاهان که تا ساعاتی پس از بازی هنوز در ورزشگاه نقش جهان حضور داشتند، پس از پایان جشن قهرمانی با حضور در خیابان‌های اصلی اصفهان و میدان انقلاب این شهر تا ساعت یک بامداد به جشن و پایکوبی پرداختند. در خیابان‌ها با توزیع گل و شیرینی از مردم پذیرایی می‌شد. شهرداری و ادارات دولتی اصفهان نیز پس از قهرمانی سپاهان با نصب پلاکاردهایی، قهرمانی تیم سپاهان را تبریک گفتند.[۶]

## مسیر فینال
| پیروزی      | پیروزی      | پیروزی        | پیروزی | مرحله            | سپاهان      | سپاهان    | سپاهان        | سپاهان |
| ----------- | ----------- | ------------- | ------ | ---------------- | ----------- | --------- | ------------- | ------ |
| حریف        | نتیجه       | میزبان/میهمان | گل‌زنان | مرحله حذفی       | حریف        | نتیجه     | میزبان/میهمان | گل‌زنان |
| کارون شوشتر | ۲–۰         | میزبان        |        | یک شانزدهم نهایی | مس          | ۲–۱       | میزبان        | ?      |
| ابومسلم     | ۳–۲         | مهمان         | ?      | یک‌هشتم نهایی     | پاس تهران   | ۰(۳)-۰(۴) | مهمان         | ?      |
| ملوان       | ۳–۱         | مهمان         |        | یک چهارم نهایی   | تراکتورسازی | ۰–۱       | مهمان         |        |
| نوژن        | ۲(۷) – ۲(۶) | مهمان         |        | نیمه نهایی       | صبا         | ۱–۳       | مهمان         |        |

## فینال

### رفت
| پیروزی | ۱–۱ | سپاهان |
| --- | --- | --- |
| معدنچی · نیکبخت ۴۵+۴' · بازیکنان: · فرشید کریمی، شیث رضایی، ابوالفضل حاجی‌زاده، ابراهیم اسدی، فرزاد آشوبی، الونگ الونگ، پژمان نوری، مهرزاد معدنچی، محمدرضا مامانی، حسین بادامکی و علیرضا واحدی نیکبخت |     | شفیعی ۷۱' · بازیکنان: · آرمناک پطروسیان، محسن بنگر، حمید عزیززاده، هادی عقیلی، جلال اکبری، عبدالوهاب ابوالهیل، محرم نویدکیا، هادی جعفری، ابراهیم لوینیان، حمید شفیعی و سیدمهدی سیدصالحی |

### برگشت
| سپاهان                                        | ۱–۱ | پیروزی                                       |
| --------------------------------------------- | --- | -------------------------------------------- |
| شفیعی ۶۳' · ابوالهیل                          |     | ۵۶'اسدی · نیکبخت · خرسندی · بادامکی · نوری · |
| ضربات پنالتی                                  |     |                                              |
| عقیلی · نویدکیا · ابوالهیل · اکبری · عماد رضا | ۴–۲ | باقری · رضایی · حاجی‌زاده · نیکبخت            |

## قهرمان
| قهرمان جام حذفی فوتبال ایران ۸۵–۱۳۸۴ |
| ------------------------------------ |
| سپاهان                               |
| دومین بار                            |

## حواشی در نحوه فینال
فدراسیون فوتبال که به شدت درگیر حال و هوای جام جهانی ۲۰۰۶ بود و در تلاش برای اعزام تیم ملی به آلمان بود و موظف بود باتوجه به دستورالعمل فدراسیون بین‌المللی (فیفا) مبنی بر پایان رقابت‌های باشگاهی در تاریخ ۱۶ می ۲۰۰۶(۲۶ اردیبهشت ۱۳۸۵) جام حذفی را به پایان برساند، تاریخ برگزاری دیدار فینال را ۳۱ اردیبهشت اعلام کرد. یک روز بعد محمدحسن انصاری‌فرد مدیرعامل باشگاه پیروزی با ارسال نامه ۶ بندی خود به دکتر محمد دادکان مخالفت خود را با تصمیم اتخاذ شده ازسوی سازمان لیگ مبنی بر برگزاری دیدار فینال جام حذفی درتاریخ سی و یکم اردیبهشت ماه اعلام کرد و این نامه سرآغاز جنجال چندماه آینده فوتبال ایران شد. وی در این نامه نوشته بود همانگونه که مستحضرهستید بنا به تصمیم هیئت رئیسه سازمان لیگ در روز دوشنبه هجدهم اردیبهشت، دیدار فینال رقابتهای جام حذفی باشگاه‌های کشور باید سی و یکم اردیبهشت ماه در ورزشگاه ثامن‌الائمهمشهد مقدس برگزار شود. درهمین راستا باشگاه پیروزی که برای حضور قدرتمندانه تیم ملی کشورمان در جام جهانی همواره همکاری متقابل ویژه‌ای با فدراسیون فوتبال داشته در رابطه با تصمیم‌گیری انجام شده دربارهٔ نحوه برگزاری دیدار فینال جام حذفی نظرات و مخالفت خود را به شکل زیر مطرح می‌کند.
۱- باتوجه به دستورالعمل فدراسیون بین‌المللی (فیفا) مبنی بر پایان رقابتهای باشگاهی در تاریخ ۱۶ می ۲۰۰۶(۲۶ اردیبهشت ۱۳۸۵) این سؤال و شبهه به‌وجود می‌آید که چه ضمانتی وجود دارد که ملی پوشان پیروزی بتوانند سی و یکم اردیبهشت ماه تیم پیروزی را در دیدار فینال بعد از مهلت تعیین شده فیفا همراهی کنند؟ آیا به‌طور کلی برگزاری دیدار فینال بعد از مهلت تعیین شده فیفاموجب بروز مشکلاتی برای فوتبال ایران و به‌ویژه ملی پوشان پیروزی نمی‌شود؟ مضاف براین ملی پوشان پیروزی چند روز قبل از بازی فینال در اختیارتیم باشگاهی خود قرار می‌گیرند؟ همه این‌ها سوالات و ابهاماتی است که به واسطه عدم حضور نماینده پیروزی در جلسه تصمیم‌گیری تعیین زمان و مکان فینال (جام حذفی) برای باشگاه پیروزی به وجود آمده‌است.
۲- متأسفانه کادرفنی تیم ملی به واسطه حضورملی پوشان پیروزی در تمرینات باشگاهی قبل از بازی با نوژن به نوعی در رسانه‌ها علیه آنها موضع‌گیری می‌کند که موجب تضعیف روحیه و نگرانی خاص بازیکنان می‌شود. عجیب این که مربیان تیم ملی هیچ اشاره یا انتقادی از ملی پوشان تیم‌های سپاهان و صباباتری که در تمرینات تیم ملی غایب بوده‌اند مطرح نمی‌کنند؟ این تناقض‌ها چه علتی می‌تواند داشته باشد؟ چرا هیچ‌گاه فدراسیون فوتبال دربارهٔ زمان حضور ملی پوشان پیروزی در تمرینات و اردوهای تیم ملی با باشگاه مکاتبه و هماهنگی نمی‌کند تا بازیکن بین تصمیمات مربیان ملی و باشگاهی سرگردان نباشد؟ آیا باشگاه پیروزی نباید از زمان حضور ملی پوشان خود در اردوهای تیم ملی مطلع باشد؟! نگرانیم این مسائل موجب تضیع حق بازیکنان ملی پوش پیروزی در آستانه جام جهانی شود و آنها قربانی این مسائل شوند؟
۳- طبق آئین‌نامه درصورتی که دیدار فینال بین دوتیم از شهرهای متفاوت برگزارشود قهرمان این رقابتها بعد از انجام دو بازی رفت و برگشت معرفی می‌شود. حال برچه اساسی قهرمان با یک بازی و درزمین بی‌طرف مشخص می‌شود؟ در چنین شرایطی وقتی تیم پرطرفدار پیروزی یکی از فینالیست‌های جام حذفی است آیا نباید نماینده‌ای از باشگاه پیروزی در جلسه تصمیم‌گیری شرکت کند؟ چگونه است که برای قرعه کشی دیدار پیروزی و نوژن ساری از نماینده پیروزی دعوت به عمل می‌آید اما، دربارهٔ فینال هیچ گونه سؤالی از مسئولان باشگاه پیروزی نمی‌شود تا آنها نظر خود را قبل از جلسه یا با حضور درجلسه به هیئت رئیسه سازمان لیگ اعلام کنند؟ آیا باشگاه پیروزی با برخورداری از میلیون‌ها هوادار این حق را ندارد وقتی بر خلاف آئین‌نامه جام حذفی تصمیمی گرفته می‌شود نظر خود را دربارهٔ نحوه برگزاری دیدار فینال اعلام کند؟ این درحالی است که مدیرعامل باشگاه سپاهان صبح روز دوشنبه و قبل از جلسه سازمان لیگ از زمان و مکان برگزاری دیدار فینال مطلع است. عجیب‌تر این که مدیرعامل باشگاه سپاهان به عنوان یکی از اعضای هیئت رئیسه سازمان لیگ در جلسه شرکت می‌کند و یکی از تصمیم گیرندگان است. آن هم درحالی که قبل از تصمیم‌گیری به هیچ طریقی نظر و دیدگاه مسئولان باشگاه پیروزی را جویا نمی‌شوند. آیا این انصاف و شرط عدالت است؟
۴- هواداران پیروزی آرزو داشتند جشن قهرمانی را در استادیوم یکصدهزارنفری و باشکوه هرچه تمامتر برگزارکنند اما، فدراسیون فوتبال و سازمان لیگ برخلاف آئین‌نامه و بدون جویا شدن نظر باشگاه پیروزی رای به برگزاری دیدار فینال در زمین بی‌طرف می‌دهد. آیا بهتر نبود نماینده باشگاه پیروزی باحضور در جلسه سازمان لیگ از حق مسلم این عزیزان دفاع می‌کرد؟
۵- سال گذشته دیدارفینال جام حذفی درفاصله کمتر از ۳ روز و به صورت رفت و برگشت برگزار شد. حال وقتی که قراراست بازی‌های باشگاهی درایران بعد از مهلت تعیین شده فیفا برگزار شود چه اصراری وجود دارد که فینال جام حذفی با یک بازی در ورزشگاه بی‌طرف به پایان برسد؟
۶- باتوجه به موارد فوق‌الذکر باشگاه پیروزی برای پاسخگویی به هواداران میلیونی خود و حفظ منافع برحق آن‌ها خواهان تجدیدنظر درنحوه برگزاری دیدار فینال است و مخالفت خود را با تصمیم اتخاذ شده ازسوی هیئت رئیسه سازمان لیگ اعلام می‌دارد؟
سه روز بعد مدیر مجموعه ورزشی ثامن‌الائمه مشهد گفت: به دلیل انجام فعالیت‌های مختلف در ورزشگاه ثامن برگزاری دیدار فینال جام حذفی در این ورزشگاه امکان‌پذیر نیست. وی اعلام کرد فصل بهار زمان کاشت و رویش چمن است و در حال حاضر مشغول ترمیم و بازسازی چمن ورزشگاه ثامن‌الائمه هستیم.
پس از آن روابط عمومی فدراسیون فوتبال اعلام کرد ورزشگاه یادگار امام تبریز، میزبان احتمالی دیدار نهایی جام حذفی است و فدراسیون فوتبال چهارشنبه دربارهٔ دیدار فینال تصمیم‌گیری می‌کند. اگرچه این جلسه بی‌نتیجه ماند اما در پایان هیئت رئیسه اعلام کرد فردای آن روز رسماً زمان و مکان فینال جام حذفی را اعلام خواهد کرد.اما در جلسه روز بعد بر تصمیم قبلی خود پافشاری کرد. فدراسیون اعلام کرد دیدار فینال جام حذفی بین تیم‌های فوتبال پیروزی و سپاهان طبق اعلام مجدد فدراسیون فوتبال یک‌شنبه ۳۱ اردیبهشت در مشهد برگزار می‌شود. مسعود مرادی، داور، حیدر شکور و داود رفعتی کمک داوران این دیدار خواهند بود. محسن قهرمانی نیز داور چهارم و سید رضا غیاثی نیز ناظر داوری است.
پس از آن کیومرث هاشمی رئیس مرکز توسعه ورزش قهرمانی و معاون سازمان تربیت بدنی گفت: پس از این که فدراسیون فوتبال اعلام کرد که بازی نهایی جام حذفی باید به صورت تک بازی انجام شود، درخواست‌های زیادی از مردم و دو باشگاه پیروزی و سپاهان برای تجدید نظر و برگزاری دو دیدار رفت و برگشت مطرح شد و ما با فدراسیون صحبت کردیم که عدالت حکم می‌کند دو دیدار برگزار شود چرا که پیروزی در هر ورزشگاهی که بازی کند میزبان است و این به دور از عدالت است که سپاهان در شهری بازی کند که تنها تماشاگران پیروزی حاضر باشند. در صورتی که انجام دو دیدار رفت و برگشت فرصت یکسانی برای دو تیم خواهد بود که از موهبت حضور تماشاگران خودی بهره ببرند. مااعتقاد داریم که اولویت اصلی برای تیم ملی است اما، دیدار نهایی جام حذفی به صورت رفت و برگشت جدا از مسألهٔ تیم ملی است. پیروزی، سپاهان و مردم می‌خواهند بازی رفت و برگشت انجام شود و بر اساس نظر مردم عدالت حکم می‌کند، این چنین باشد.
منتقمی مدیرکل تربیت بدنی اصفهان نیز با بیان این که فدراسیون فوتبال باید در خصوص فینال جام حذفی با دیدگاهی عادلانه تصمیم بگیرد گفت: در این شرایط عدالت حکم می‌کند فینال جام حذفی به صورت رفت و برگشت برگزار شود.
نهایتاً سازمان تربیت بدنی با ارسال ابلاغیه‌ای به فدراسیون فوتبال، این فدراسیون را موظف به برگزاری بازی فینال جام حذفی به صورت رفت وبرگشت کرد. در این ابلاغیه آمده بود «نظر به این که در سنوات اخیر تمامی مسابقات فینال جام حذفی باشگاه‌های کشور به صورت رفت و برگشت برگزار شده و از این طریق شانس مساوی برای فینالیست‌ها به وجود آورده‌است و از طرفی جامعه فوتبال مشتاق به تعیین قهرمان مسابقات در شرایط مساوی هستند و علاقه‌مندان دو تیم در شهرهای تهران و اصفهان با همه وجود پیگیر انجام مسابقه در شهرهای مذکور هستند که این مسئله در مکاتبات دبیر سازمان لیگ فوتبال حرفه ای در تاریخ ۱۶ اردیبهشت هم مورد تأکید قرار گرفته‌است، لذا برای احترام به خواست علاقه‌مندان شایسته‌است دستور فرمایید ضمن منتفی کردن مسابقه اعلام شده در مشهد ترتیبی اتخاذ شود سرنوشت فینال در دو مسابقه رفت و برگشت (که تعیین میزبان بازی رفت از طریق قرعه صورت می‌گیرد) تعیین شود. بدیهی است با توجه به این که از دو تیم فینالیست فقط سه بازیکن در اردوی تیم ملی حاضر هستند با مرخصی این نفرات و توجه به این نکته که هنوز هیچ‌یک از بازیکنان ایرانی شاغل در لیگ‌های اروپایی به اردو ملحق نشده‌اند و اردو صاحب شرایط کامل نیست لذا بحث عدم حضور نفرات ملی پوش دو تیم در اردو قابل قبول نیست، آگاهی از نتیجه مزید امتنان خواهد بود.»
تا یک روز پیش از مسابقه پس از مخالفت‌های سازمان تربیت بدنی و اعتراضات باشگاه پیروزی نسبت به زمان و مکان برگزاری دیدار فینال رقابت‌های جام حذفی فوتبال کشور رئیس سازمان لیگ اعلام کند:دیدار تیم‌های سپاهان و پیروزی که قرار بود روز یکشنبه ۳۱ اردیبهشت در ورزشگاه ثامن مشهد برگزار شود، لغو شد. او دلیل این تصمیم را عدم آمادگی تربیت بدنی استان خراسان رضوی اعلام کرد. تیم سپاهان که برای پرواز به مشهد در فرودگاه اصفهان بود و حتی اعضای این تیم کارت پرواز را هم دریافت کرده بودند پس از هماهنگی با فدراسیون فوتبال برنامه سفر به مشهد را لغو کرد.
دو روز بعد سخنگوی سازمان لیگ برتر، آلیرت گریگوریان گفت: دیدار نهایی جام حذفی فوتبال باشگاه‌های کشور پس از جام‌جهانی و به صورت تک بازی برگزار می‌شود. اما زمان و مکان بازی را اعلام نکرد.
بالاخره یک ماه پس از جام جهانی و تغییر و تحولات عمیقی که در فدراسیون به وجود آمد و در زمان هدایت فدراسیون توسط کمیته انتقال به مدیریت محسن صفایی فراهانی اعلام شد که بازی فینال به صورت رفت و برگشت، روز چهارشنبه، ۲۲ شهریور (تهران) به میزبانی تیم پیروزی در ورزشگاه آزادی و بازی برگشت روز جمعه، ۳۱ شهریور (اصفهان) به میزبانی تیم سپاهان در ورزشگاه نقش جهان اصفهان برگزار می‌شود.

## مقالات مرتبط
- لیگ برتر فوتبال ایران ۸۵–۱۳۸۴
- جام حذفی فوتبال ایران ۸۵–۱۳۸۴
- سوپر جام فوتبال ایران